# Nghênh Trạch
Nghênh Trạch (chữ Hán giản thể: 迎泽区, âm Hán Việt: Nghênh Trạch khu) là một quận thuộc thành phố Thái Nguyên, tỉnh Sơn Tây, Cộng hòa Nhân dân Trung Hoa. Quận Nghênh Trạch có diện tích 117 km², dân số năm 2002 là 480.000 người. Quận Nghênh Trạch được chia thành các đơn vị hành chính gồm 6 nhai đạo, 1 trấn.
- Nhai đạo: Nghênh Trạch, Kiều Đông, Văn Miếu, Liễu Hạng, Lão Quân Doanh, Miếu Tiền.
- Trấn Hách Trang.